# 房懋 (明朝宦官)
房懋（1441年—1513年）， 山东人，成化时期的司设监太监。

## 生平
正统六年（1441年），出生。
正统年间，进入宫廷，入选司礼监内书堂读书，授学于翰林院学士。
景泰元年（1450年），晋升长随。
成化三年（1467年），晋升司设监太监，赐蟒衣、玉带、禄米，允许乘马行禁垣。
成化十五年（1479年），乞求赋闲。
弘治六年（1493年），奉诏回家养老。 
正德八年（1513年），去世，享年73岁。 

## 亲属
- 房源（祖父）
- 张氏（祖母）
- 房胜（二叔）
- 房友（三叔）
- 房刚（四叔）
- 房宽（父）
- 崔氏（母）
- 房整（兄）
- 荆氏（嫂）
  - 房X（大侄）
  - 崔氏（大侄媳）
  - 房照（二侄）
  - 仝氏（二侄媳）
  - 房杰（三侄）
  - 宁氏（三侄媳）
- 房英（弟）—锦衣卫正千户
- 贾氏（弟媳）